# Spieringstraat (Gouda)
De Spieringstraat is een straat en gracht in de Nederlandse stad Gouda.
De straat werd in de eerste helft van de 13e eeuw met de Haven, de Peperstraat en de Groeneweg aangelegd als onderdeel van een samenhangend stedenbouwkundig plan. Vanaf 1361 werd de Spieringstraat Hofstraat of -steeg genoemd, naar het Hof van de Heren van der Goude dat ter hoogte van de huidige Jeruzalemstraat was gelegen. In de 15e eeuw kreeg de naam Spyerinx- of Spirincstraet de overhand.
Langs de straat bevonden zich tot de Reformatie (1572) tegelijk of achtereenvolgens het Margarethaklooster, het Mariaklooster, het Noodgodsgasthuis, het Sint-Elisabethgasthuis, het klooster Ten Viver en het Minderbroederklooster. Aan de zuidzijde lag het kasteelterrein van het kasteel dat na 1360 langs de Hollandsche IJssel was gebouwd.